# Арменска Първа Лига
Арменската Първа Лига е второто ниво на професионалния футбол в Армения.
В първенството участват най-вече резервните формации на няколко отбора от Премиер лигата, които нямат право на промоция. Така се е стигало до ситуации, когато отбор от средата на таблицата е печелил промоция.
Първа Лига включва 9 отбора, от които само шампионът има право на промоция.